# Ohio 250
Das Ohio 250 war ein von 2004 bis 2008 ausgetragenes Autorennen der NASCAR Craftsman Truck Series, der heutigen Camping World Truck Series, welches im Mansfield Motorsports Park in Mansfield, Ohio stattfand. 

## Geschichte
Im Rennen des Jahres 2006 wurde mit 18 Gelbphasen ein neuer Rekord für die Craftsman Truck Series aufgestellt. In der Saison 2007 dauerte das Rennen aufgrund einer dreistündigen Regenpause mehr als sieben Stunden. Dennis Setzer gewann das Rennen viel Glück und guter Strategie ohne einen einzigen Boxenstopp. Das ist selbst in der Camping World Truck Series, in der die Rennen meist kurz sind, eine Seltenheit.
Das Rennen ging über eine Distanz von 125 Meilen (201,17 Kilometer), was 250 Runden entspricht. In den Jahren 2004 und 2005 kam es zu einem „Green-White-Checkered-Finish“, einer Rennverlängerung.

## Bisherige Sieger

### Ohio 250
- 2008: Donny Lia
- 2007: Dennis Setzer

### City of Mansfield 250
- 2006: Ron Hornaday Jr.

### UAW/GM Ohio 250
- 2005: Bobby Hamilton
- 2004: Jack Sprague